# Goumza (Attantané)
Goumza (auch: Goumsa) ist ein Dorf in der Landgemeinde Attantané in Niger.

## Geographie
Das von einem traditionellen Ortsvorsteher (chef traditionnel) geleitete Dorf befindet sich rund zwei Kilometer westlich des Hauptorts Attantané der gleichnamigen Landgemeinde, die zum Departement Mayahi in der Region Maradi gehört. Weitere Siedlungen in der Umgebung von Goumza sind Toubounda im Nordwesten und Guilguigé im Südwesten.
Es herrscht das Klima der Sahelzone vor, mit einer durchschnittlichen jährlichen Niederschlagsmenge zwischen 300 und 400 mm. Die Landschaft zwischen den Trockentälern Goulbin Kaba und Tarka, in der das Dorf liegt, ist von alten, unbeweglichen Dünen geprägt.

## Geschichte
Goumza wurde in der zweiten Hälfte des 19. Jahrhunderts gegründet. Der britische Reiseschriftsteller A. Henry Savage Landor besuchte das Dorf am 24. September 1906 im Rahmen seiner zwölfmonatigen Afrika-Durchquerung. Es lag damals an der Grenze zwischen dem britischen und dem französischen Einflussgebiet. Die 236 Kilometer lange Piste für Reiter zwischen den Orten Madaoua und Tessaoua, die durch Goumza führte, galt in den 1920er Jahren als einer der Hauptverkehrswege in der nunmehrigen französischen Kolonie Niger.

## Bevölkerung
Bei der Volkszählung 2012 hatte Goumza 689 Einwohner, die in 117 Haushalten lebten. Bei der Volkszählung 2001 betrug die Einwohnerzahl 449 in 56 Haushalten und bei der Volkszählung 1988 belief sich die Einwohnerzahl auf 1812 in 237 Haushalten.
Die Bevölkerungsdichte in diesem Gebiet ist für nigrische Verhältnisse hoch.

## Wirtschaft und Infrastruktur
Das Gebiet der Ebenen im südlichen Teil der Region Maradi, wo sich Goumza befindet, ist von einer anhaltenden Degradation der ackerbaulichen Flächen gekennzeichnet, die mit der hohen Bevölkerungsdichte in Zusammenhang steht. Es gibt eine Schule im Dorf.